# Viktor Wigert

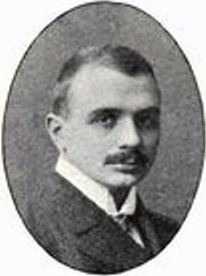
Viktor Wigert.

Viktor Hjalmar Hugo Wigert, född 30 oktober 1880 i Norrköpings S:t Olai församling, Östergötlands län, död 24 mars 1942 i Sankt Matteus församling, Stockholm, var en svensk psykiater.
Wigert blev medicine doktor och docent i psykiatri vid Karolinska institutet 1918. Efter ett par års tjänstgöring som amanuens vid Stockholms hospital (Konradsberg) och därpå följande förordnande som hospitalsläkare i Uppsala hade Wigert 1912–23 anställning som hospitalsläkare vid Stockholms hospital och biträdde under denna tid vid undervisningen på den psykiatriska kliniken. År 1923 utnämndes han till överläkare vid Lunds hospital och professor i psykiatri vid Lunds universitet. Under sin vistelse i Stockholm var Wigert dessutom föreståndare vid Hjälpbyrån för psykiskt sjuka, en poliklinisk institution för tillfällig behandling av och rådgivning åt själsligt lidande, om vars tillkomst och första utveckling Wigert inlagt stor förtjänst. Till denna hjälpbyrå, den första i sitt slag inom landet, anslöt sig efter hand och under Wigerts ledning utvecklingen av en familjevård för personer med lättare psykiska störningar tillhörande Stockholms stad.
Wigert utvecklade en omfattande vetenskaplig verksamhet och författade en mängd skrifter i psykiatriska ämnen, dels av rent kliniskt, dels även av patologisk-anatomiskt eller serologiskt innehåll. Av hans skrifter kan särskilt framhållas gradualavhandlingen Studien über die paranoischen Psychosen (1917) och en historisk-psykiatrisk undersökning av Erik XIV (1920). Även i frågor rörande de sinnessjukas sociala ställning och om psykiatrisk dispensärverksamhet till de sinnessjukas skydd och stöd utanför den slutna anstalten utgav Wigert en del arbeten. Under en resa i USA inspirerades han av den mentalhygieniska rörelse som vuxit fram där och grundade 1931 Svenska föreningen för psykisk hälsa. Han försökte även bland annat motverka de djupt rotade fördomar som försvårar de psykiskt stördas situation och deras liv efter tillfrisknandet.
Wigert var emellertid även påverkad av det på sin tid utbredda rashygieniska tänkandet och skrev till exempel: "De etiska känslorna äro ofta mycket lite utvecklade hos de imbecilla … Många röja en oövervinnerlig benägenhet för prostitution och luffarliv. I de mest utpräglade fallen synes det förefinnas en verkligt positiv drift till det onda; stölder, skadegörelsen och grymheten innebär en lockelse som är oemotståndlig." (Psykiska sjukdomstillstånd, Stockholm 1931).
Wigert var från 1938 ledamot i Karolinska Institutets Nobelkommitté. Han är begravd på Norra begravningsplatsen utanför Stockholm.